# Anquirina
La anquirina es una proteína asociada a las de la membrana plasmática y las del citoesqueleto subyacente. También se denomina como proteína banda 2.1.  Esta proteína de 210kDa permite la unión de la proteína banda 3 (principalmente, aunque pueden ser otras proteínas integrales) con la espectrina y, por ende, con las fibras del citoesqueleto submembranoso. Esta proteína presenta sitios de unión específicos para la β-espectrina, hacia la mitad de la proteína. Este anclaje (dado que su nombre proviene de ahí, del griego “Άνκηρος”, “ancla”) que produce la anquirina es esencial para mantener la integridad de la membrana (al crear una unidad con el citoesqueleto subyacente), así como para facilitar el funcionamiento de canales y transportadores iónicos. Tras los sitios de unión para la β-espectrina, posee un Death domain que une con proteínas apoptóticas de membrana y un dominio regulador en el extremo carboxi-terminal. La anquirina está codificada por tres genes diferentes (ANK1, ANK2  y ANK3) que pueden dar lugar a diferentes proteínas por splicing alternativo. También ancla el sarcómero al sarcolema y al citoesqueleto colindante. La anquirina se une a la membrana por un proceso de palmitoilación.

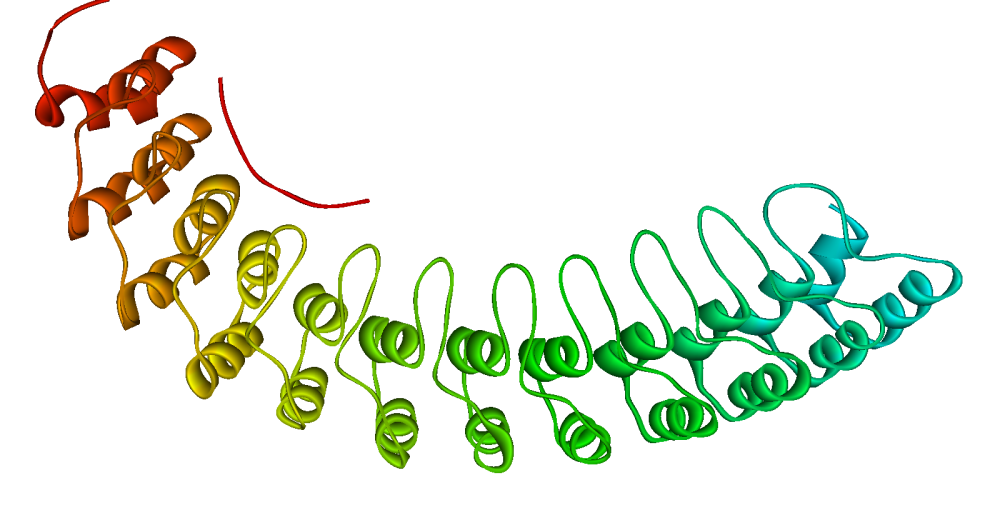
Aquirina eritrocítica.

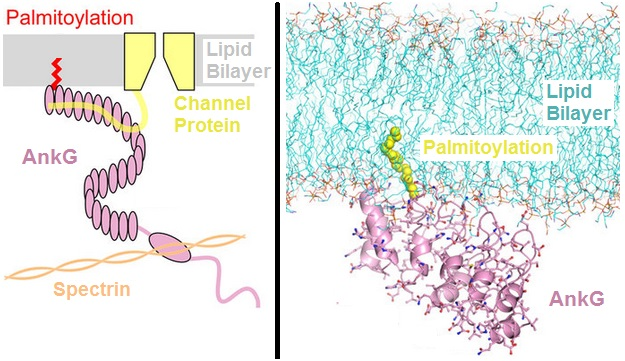
Palmitoilación de la anquirina.